# ملعب حديقة تويوتا

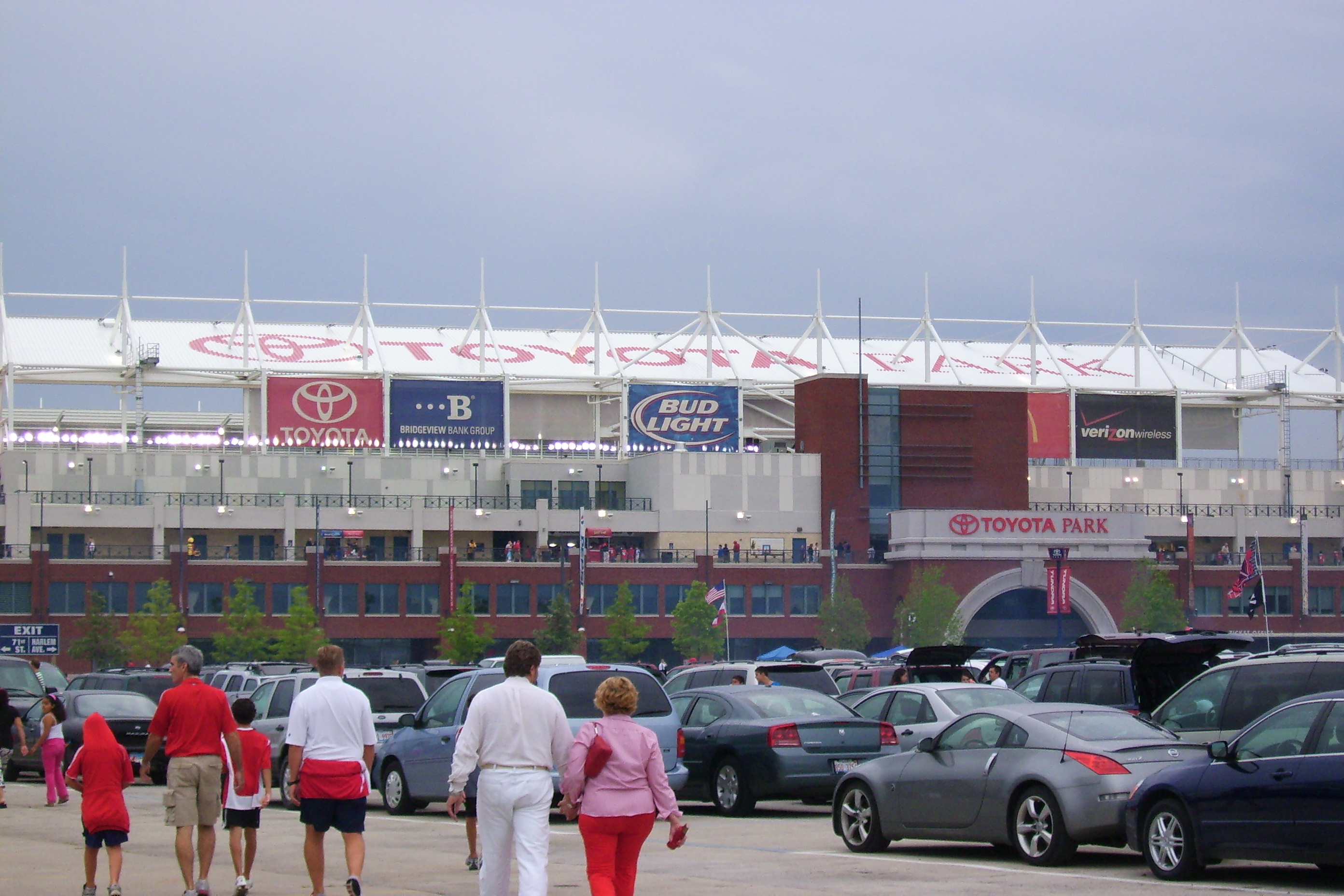

ملعب سيت جيت (SeatGeek Stadium) ، سابقًا ملعب حديقة تويوتا هو ملعب كرة قدم يقع في مقاطعة كوك الأمريكية . يسع الملعب لجلوس 20 ألف متفرج . يعتبر الملعب الرسمي الذي يخوض فيه نادي شيكاغو فاير مبارياته . تم افتتاح الملعب في 11 يونيو 2006 .